# Pseudoschrankia
Pseudoschrankia là một chi bướm đêm thuộc họ Erebidae.

## Các loài
- Pseudoschrankia cyanias (Meyrick, 1899)
- Pseudoschrankia epichalca (Meyrick, 1899)
- Pseudoschrankia leptoxantha (Meyrick, 1904)